# Gregorio Morales Villena
Gregorio Morales Villena (Granada, 7 de julio de 1952-Granada, 22 de junio de 2015), fue un novelista y poeta español representante de la corriente denominada estética cuántica, que intenta enfocar la literatura desde la perspectiva de ciencias como la física de partículas, la astronomía o la psicología de Jung.

## Biografía
Su infancia estuvo marcada por el asesinato de su abuelo, alcalde de una pequeña localidad granadina, en la guerra civil española, a manos de las fuerzas franquistas. Escribió sus primeros relatos cuando aún no había cumplido los 10 años. Estudió Filología Románica en la Universidad de Granada.
En 1982, se trasladó a vivir a Madrid. Trabajó en la redacción de la revista La Luna de Madrid. Fundó en el Círculo de Bellas Artes la Tertulia de Creadores, por la que pasaron destacados miembros de la movida madrileña o posmodernidad española. En este misma fecha, publicó su primera novela Y Hesperia fue hecha. En 1989 publicó La cuarta locura. La injerencia del poder en la cultura de la Transición española le hizo fundar en 1994 el Salón de Independientes, que presidió, y del que formaron parte 60 escritores, que defendían una estética nueva, que llamaron estética cuántica.
El ensayo El cadáver de Balzac, que Morales publicó en 1998, fue el manifiesto de dicho movimiento, en el que censura la depauperada imitación de Balzac y propugna un nuevo paradigma que abra el misterio al lector y lo haga convivir con él. Este libro estuvo fue la base de la fundación de la estética cuántica, que se extendió internacionalmente.
  

En 1999, se fundó el Grupo de Estética Cuántica. 

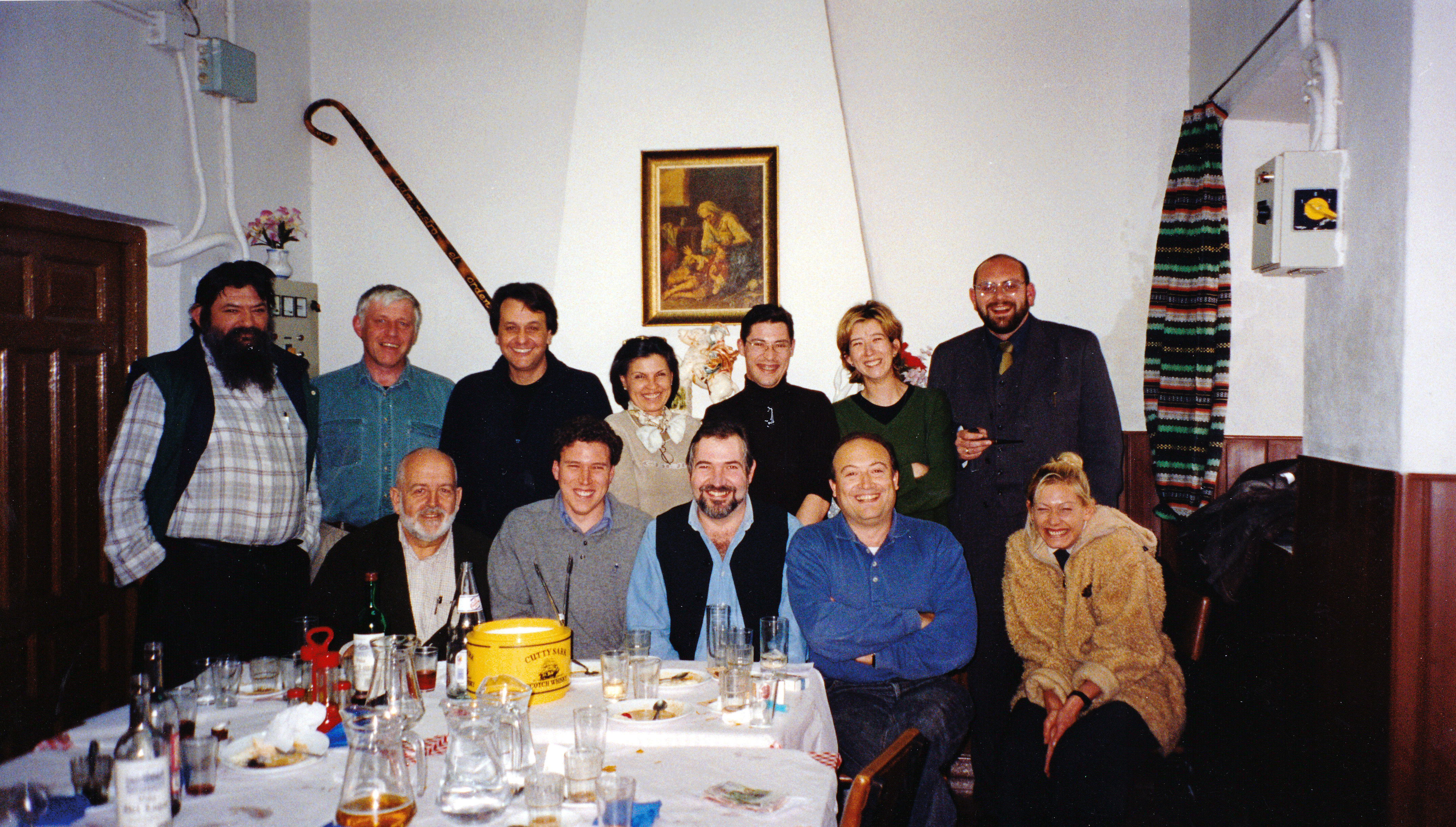
El Grupo de Estética Cuántica el día de la firma de su manifiesto en febrero de 1999. De izda. a dcha., arriba: Agustín Ruiz de Almodóvar, Luc Schokkelé, Xaverio, Angelina Torné, Andrés Monteagudo, Marita Caro, Miguel Ángel Contreras. Abajo: José Palacios, Francisco Plata, Joan Nicolau, Gregorio Morales, Susanna Majorck.

Iniciado el siglo XXI, Morales publicó las novelas, La individuación, Puerta del Sol o Nómadas del tiempo. A la par, creció en numerosas partes la polémica en torno a la estética cuántica. En la Puerta del Sol (2002),  trata del amor y de la violencia a través de un argumento en que el protagonista niño se enfrenta al asesino que será de mayor, y este, al niño que fue, en una turbadora simultaneidad de tiempo y espacio. En Nómadas del tiempo (2005) volvió a tratar los mismos problemas, aunque, en esta obra, se pregunta si el amor está necesariamente unido a la edad y al tiempo; para ello, hace viajar a dos parejas a dimensiones paralelas, en las que cambian su edad y circunstancias.
En 2002, apareció en Estados Unidos The World of Quantum Culture, cuyo primer capítulo, Overcoming the Limit Síndrome, perteneció a Morales. El libro fue traducido en España como El mundo de la cultura cuántica en 2003. Más tarde, en Principio de incertidumbre (2003) y La isla del loco (2005), el autor profundizó y extiendió las ideas contenidas en El cadáver de Balzac.
Junto a los escritores Fernando de Villena y Enrique Morón, crearon en Granada, La Tertulia del Salón, a la que pertenecieron escritores unidos a la cultura granadina de distintas ramas como eran Melchor Saiz-Pardo, Miguel Arnas, Eva Velázquez Valverde, César Girón, Rosa Nadal, Carolina Murcia, Pilar Redondo, Charo Pérez Blanco, Ana Morilla, Catalina Sánchez, Rafael Casares, Miguel Ángel Ruiz y Belén Juárez. De este grupo, nació la Compañía del Salón, una compañía de teatro leído formada por los escritores integrantes y dirigida por Velázquez Valverde. Esta compañía puso en escena obras como: El Crimen de las Titas, de Morales; El Cinturón de Castidad, de Nono Carrillo; Dos poetas en la Encrucijada de Velázquez Valverde y Celia Correa y Marilyn no es Monroe, de Morales.
En la obra teatral Marilyn no es Monroe, Morales plasmó lo que denominó una "biografía cuántica" de la actriz Marilyn Monroe. Fue dirigida y protagonizada por Velázquez Valverde y puesta en escena por el grupo Verso Vivace, en el ciclo de Cine Clásico de Granada, dedicado ese año a la figura de Monroe. Esta obra ha sido traducida al portugués en edición bilingüe (español-portugués) por Rui Vaz Pinto con apoyo  de Roberto Merino.
Morales cultivó el relato breve, con libros como El devorador de sombras (2000) o la antología común Amor en Tabletas. También trabajó el género de literatura erótica en obras como Erótica Sagrada (1989); El juego del viento y la luna (1998), la única antología erótica universal existente en castellano; y el ensayo Por amor al deseo. Historia del erotismo (2006).
Era miembro de número de la Academia de Buenas Letras de Granada y columnista en el diario Ideal de Granada. Militó en Izquierda Republicana. Murió el 22 de junio de 2015 en Granada, a causa de un infarto.

## Obra
- Y Hesperia fue hecha (1982)
- Puntos de vista (1986)
- Razón de amor (1987)
- La cuarta locura (1989)
- Erótica sagrada (1989)
- Cuentos de terror (Varios autores, 1989)
- El amor ausente (1990)
- El pecado del adivino (1992)
- El cadáver de Balzac (1998)
- El juego del viento y la luna. Antología de la literatura erótica (1998/1999)
- Ella. Él (1999)
- El devorador de sombras (relatos de suspense y terror) (2000)
- El mundo de la cultura cuántica (Varios autores, 2003)
- Puerta del Sol (2002)
- La individuación (2003)
- Principio de incertidumbre (2003)
- Canto cuántico (2003)
- Nómadas del tiempo (2005)
- La isla del loco. Escritos sobre arte (2005)
- Quixote Erótico (El erotismo en el Quijote) (2005)
- El gigante de cristal. Textos sobre Granada (2005)
- Por amor al deseo. Historia del erotismo (2006)
- Sagradas palabras obscenas (2009)
- Amor en tabletas (2010). Antología de escritores de la Tertulia del Salón.
- Marilyn no es Monroe (2011)
- Marilyn não é Monroe (2012). Edición bilingüe español-portugués.
- Todo es poesía en Granada. Panorama poético 2000-2015 (2015).